# 114239 Bermarmi
114239 Bermarmi è un asteroide della fascia principale. Scoperto nel 2002, presenta un'orbita caratterizzata da un semiasse maggiore pari a 2,6252697 UA e da un'eccentricità di 0,1278570, inclinata di 11,69521° rispetto all'eclittica.